# Santiago Michal
Santiago Elias Michal (San Miguel de Tucumán, Tucumán, 23 de junio de 1913) fue un futbolista y entrenador argentino. Como jugador, se desempeñaba en la posición de delantero centro. Es el máximo goleador histórico de Atlético Tucumán, con 209 goles.

## Trayectoria

### Central Córdoba
Santiago Michal se inició en la cuarta división de Central Córdoba de Tucumán en 1931. En 1932 debutó en primera consolidándose como goleador. En 1932 compartió equipo con Demetrio Conidares, dejando muy buenas actuaciones en la Liga Tucumana. Sin embargo Michal dejaría atrás a los "azurros" por llamado de su hermano, también futbolista, para jugar en el fútbol porteño. 

### Quilmes
En 1933 se mudó a Buenos Aires para jugar en Quilmes, club donde jugaba su hermano José Michal. Poco después, Santiago tomó la decisión de volver a Tucumán.

### Atlético Tucumán
En el año 1934 fichó por Atlético Tucumán. En su primer año con el "decano" se quedó a las puertas del título anual de la liga tucumana, no pudiendo alcanzar a Central Norte, sin embargo marcó 14 goles en su primera temporada con el club. En 1935 lograría consagrarse campeón tucumano siendo figura y marcando 37 goles, obteniendo su récord personal de goles en un año. En el 36 el título fue esquivo, pero aportó 25 goles al equipo. En los dos años siguientes Atlético se consagró bicampeón de la liga tucumana, con Michal marcando un total de 47 goles (19 y 26 respectivamente). En 1939 no conseguiría el título por el campeonato de, otra vez, Central Norte pero aportaría 18 goles.  Entre 1940 y 1941 marcó 42 goles (27 y 25 respectivamente) siendo 1940 el segundo año más goleador de su carrera. En 1942, ya experimentado, anotaría 15 que ayudarían al equipo a consagrarse Campeón anual, lo que no sabía es que después de ese título a Atlético le llegaría una racha negativa sin títulos de anual tucumano. En 1943 marcaría sus últimos 3 goles con la camiseta celeste y blanca y se retiraría del fútbol. 
Michal es el máximo goleador de Atlético Tucumán con 209 goles y el máximo goleador del Clásico Tucumano con 30 goles.

## Clubes
| Club             | País      |
| ---------------- | --------- |
| Central Córdoba  | Argentina |
| Quilmes          | Argentina |
| Atlético Tucumán | Argentina |

## Palmarés
| Título        | Equipo           | País      | Año  |
| ------------- | ---------------- | --------- | ---- |
| Liga Tucumana | Atlético Tucumán | Argentina | 1935 |
| Liga Tucumana | Atlético Tucumán | Argentina | 1937 |
| Liga Tucumana | Atlético Tucumán | Argentina | 1938 |
| Liga Tucumana | Atlético Tucumán | Argentina | 1942 |

## Distinciones individuales
| Distinción                                      |
| ----------------------------------------------- |
| Máximo goleador de Atlético Tucumán (209 goles) |
| Máximo Goleador del Clásico Tucumano (30 goles) |